# Caesalpinia mimosoides
Caesalpinia mimosoides är en ärtväxtart som beskrevs av Jean-Baptiste de Lamarck. Caesalpinia mimosoides ingår i släktet Caesalpinia och familjen ärtväxter. Inga underarter finns listade i Catalogue of Life.

## Bildgalleri

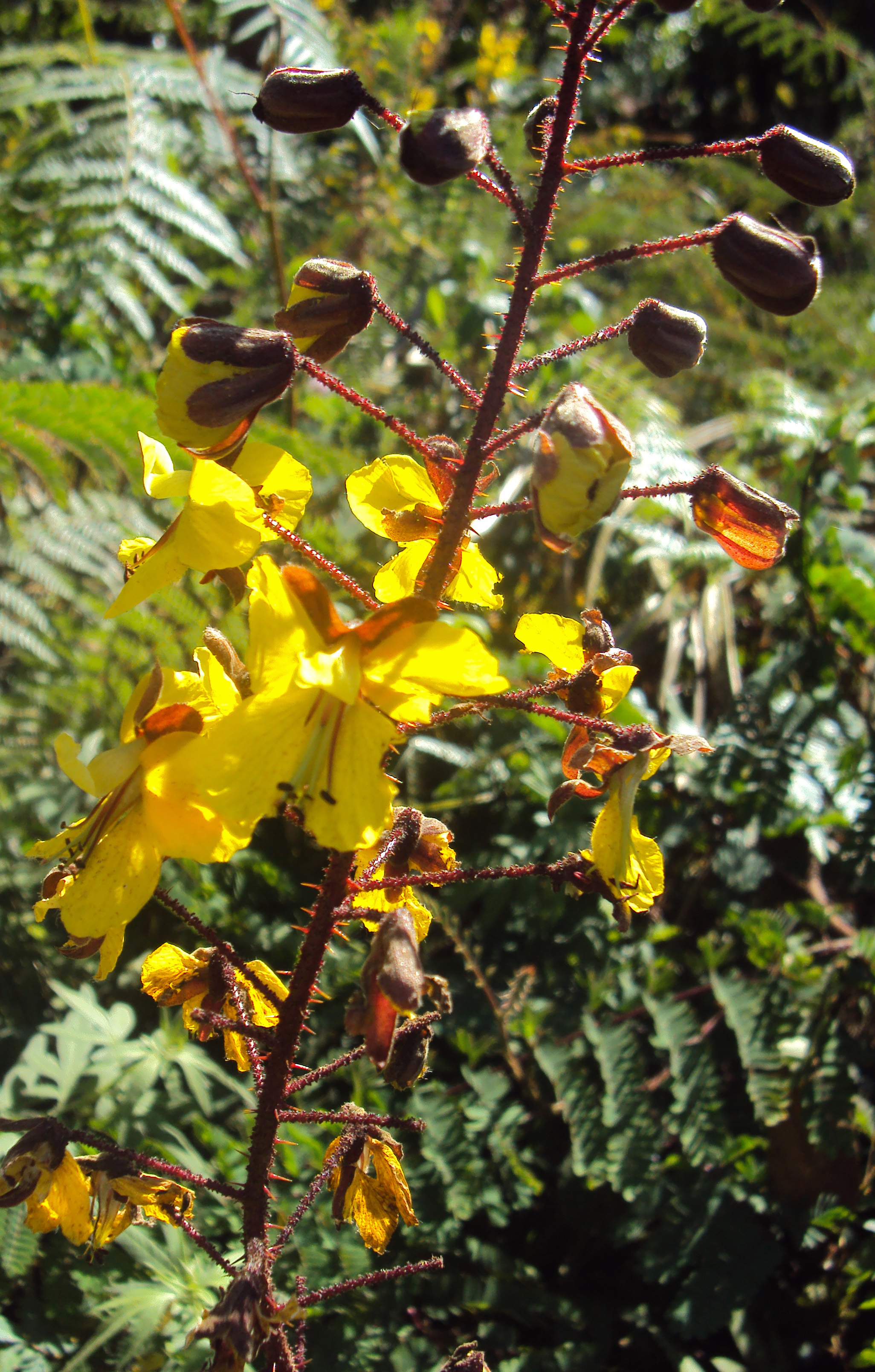
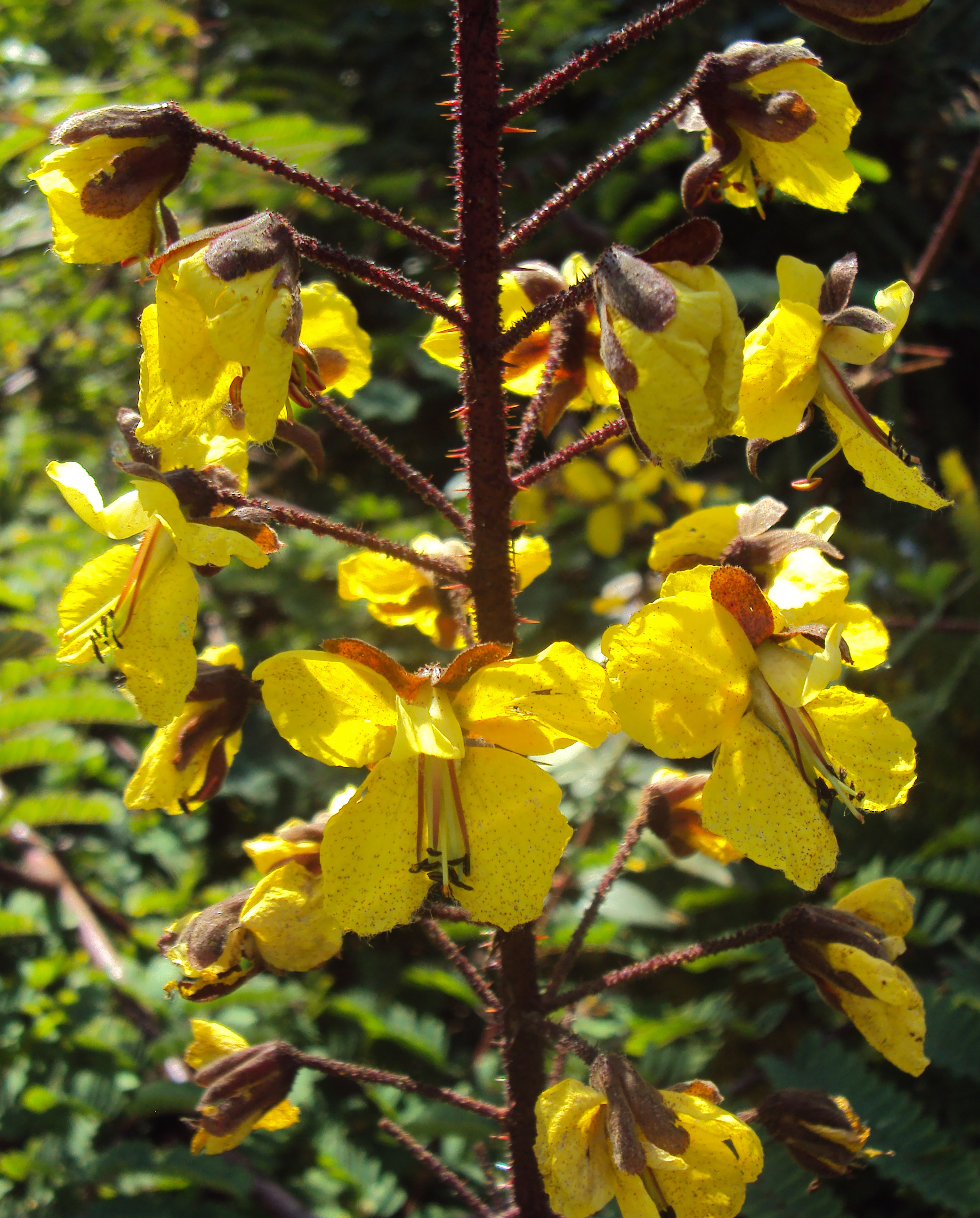
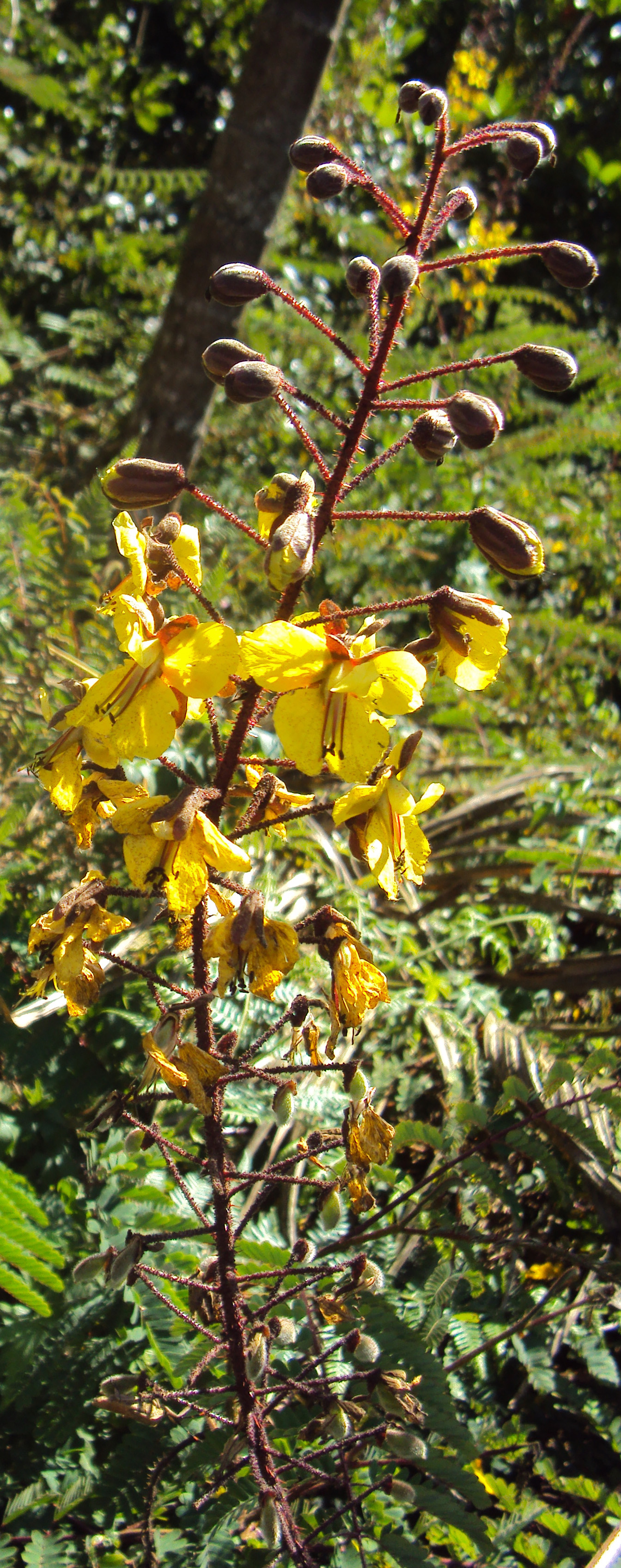
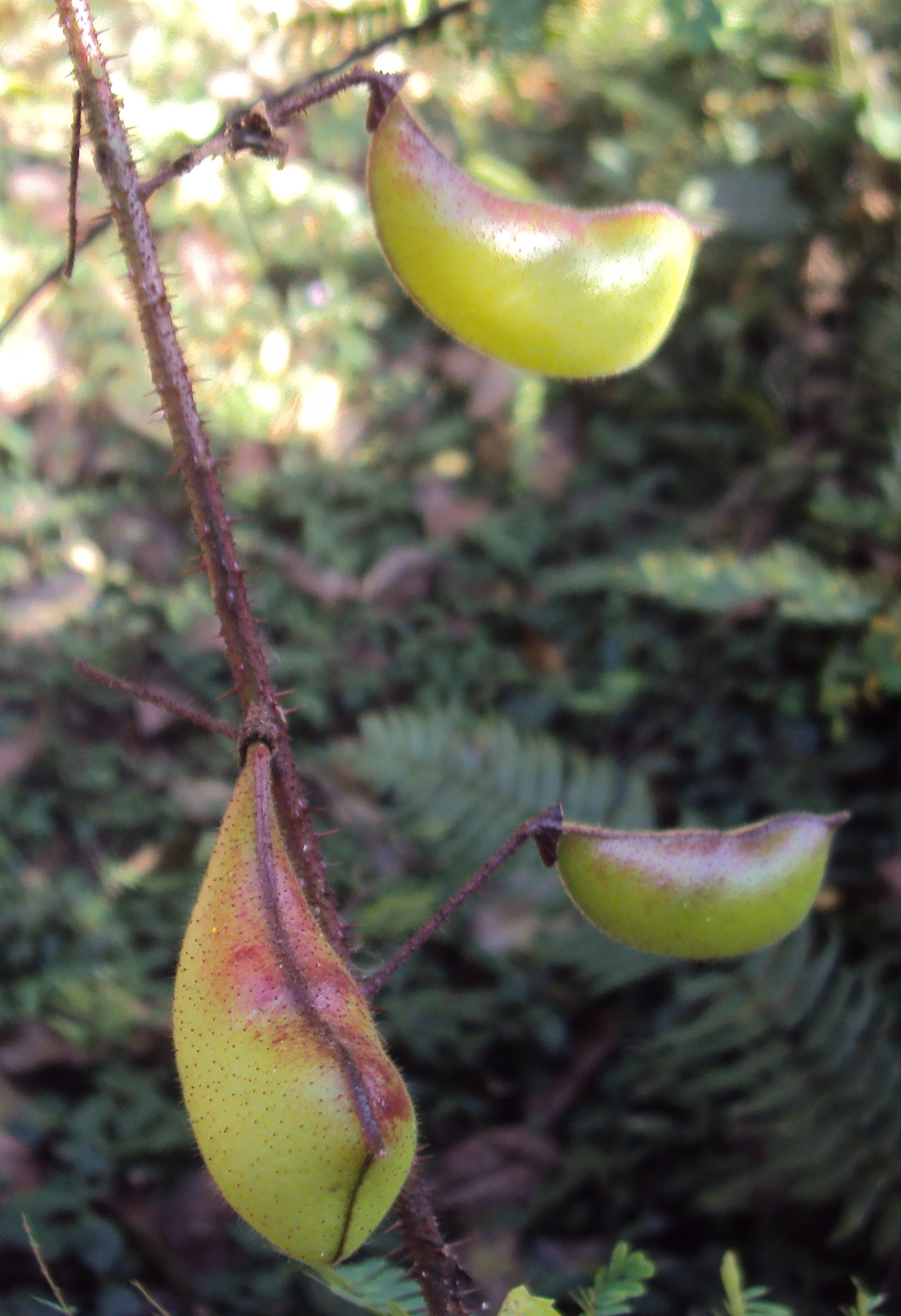
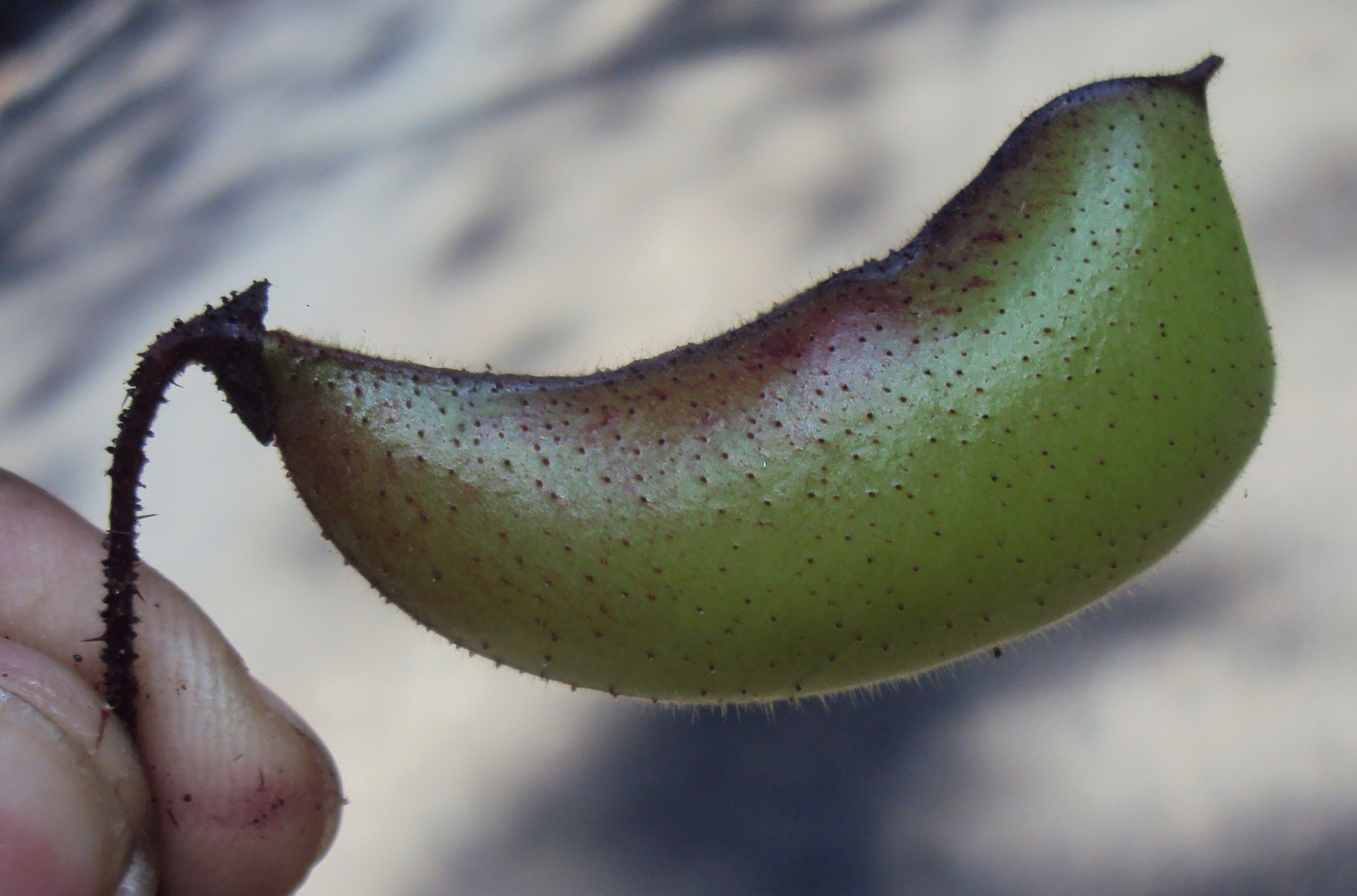
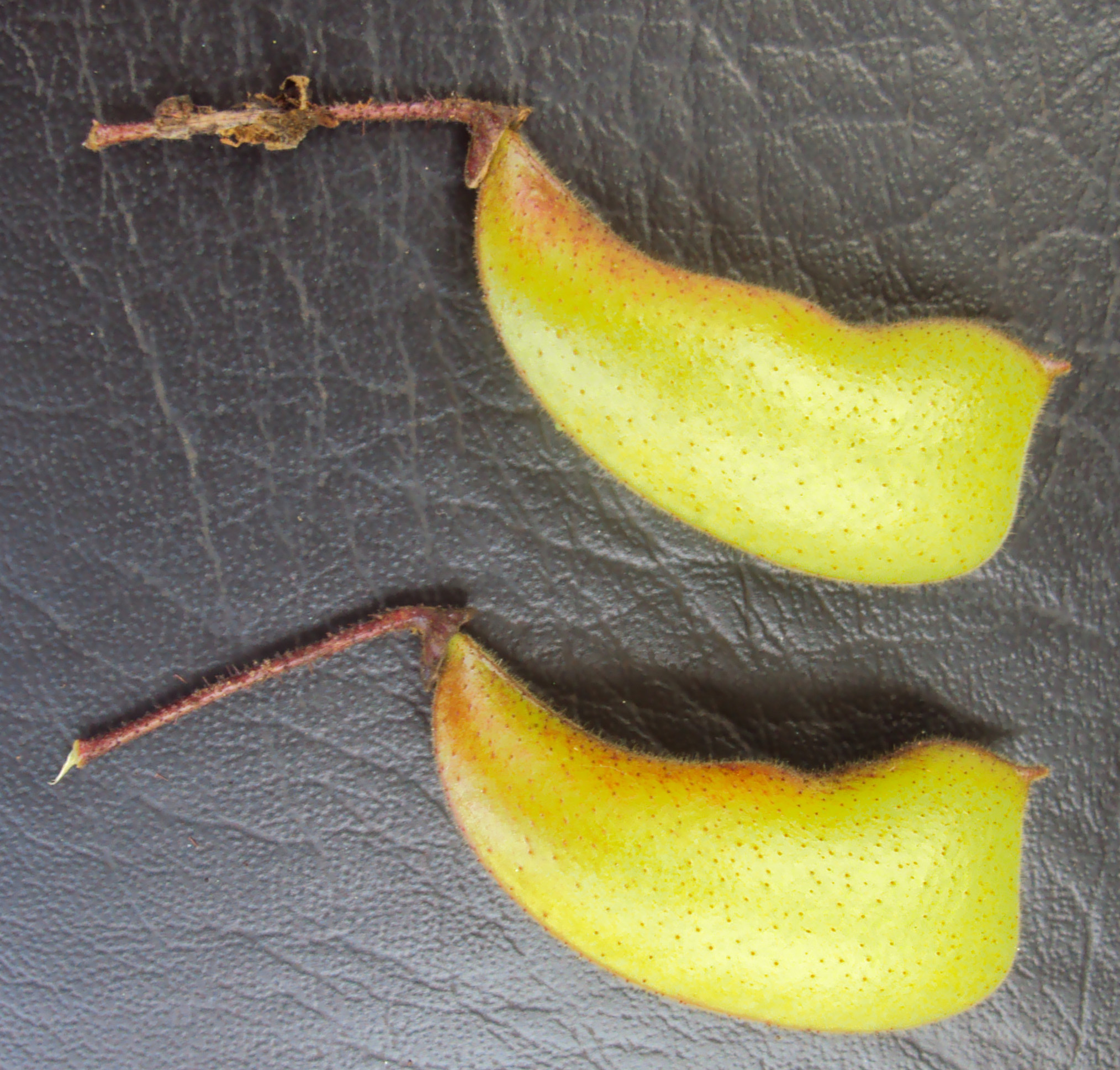